# Виборчий округ 109
Виборчий округ 109 — виборчий округ в Луганській області, який внаслідок збройної агресії на сході України тимчасово перебуває під контролем терористичного угруповання «Луганська народна республіка», а тому вибори в ньому не проводяться. В сучасному вигляді був утворений 28 квітня 2012 постановою ЦВК №82 (до цього моменту існувала інша система виборчих округів). Внаслідок подій 2014 року в цьому окрузі вибори були проведені лише один раз, а саме парламентські вибори 28 жовтня 2012. Станом на 2012 рік окружна виборча комісія цього округу розташовувалась в Палаці культури імені молодої гвардії за адресою м. Сорокине, пл. Леніна, 5.
До складу округу входять місто Сорокине, Ленінський район міста Луганськ та Сорокинський район. Виборчий округ 109 межує з округом 111 на півдні, з округом 104 на заході, з округом 105 на північному заході, з округом 114 на півночі та обмежений державним кордоном з Росією на сході. Виборчий округ №109 складається з виборчих дільниць під номерами 440097-440107, 440109-440125, 440127-440133, 440788-440849 та 441434-441486.

## Народні депутати від округу
| Ім'я                       | Фото | Партія          | Скликання | Дата набуття повноважень | Дата припинення повноважень |
| -------------------------- | ---- | --------------- | --------- | ------------------------ | --------------------------- |
| Медяник Володимир Юрійович |      | Партія регіонів | 7-ме      | 12 грудня 2012           | 27 листопада 2014           |

## Результати виборів
Кандидати-мажоритарники:
- Медяник Володимир Юрійович (Партія регіонів)
- Макаров Олександр Костянтинович (самовисування)
- Рєзнік Микола Миколайович (Комуністична партія України)
- Букаєва Марина Володимирівна (самовисування)
- Моравський Юрій Вікторович (Батьківщина)
- Данієлян Вадим Романович (самовисування)
- Павлінський Олексій Вікторович (УДАР)
- Пригеба Григорій Валентинович (Радикальна партія)
- Макаров Костянтин Костянтинович (самовисування)
- Кривобоков Артем Анатолійович (Народна партія вкладників та соціального захисту)
- Суглобов Євген Валерійович (самовисування)
- Кісельов Олег Валентинович (Україна — Вперед!)
- Дудник Олена Григорівна (самовисування)
- Бойко Володимир Олександрович (Союз)
- Лозко Ігор Якович (Народна партія)
- Корнієвський Аркадій Юрійович (самовисування)